# にほんごでくらそう
NHK日本語講座 にほんごでくらそう（日本語で暮らそう）は、NHK教育テレビで1999年4月5日から2004年4月3日まで放送されていた教育番組。

## 概要
ディスクジョッキー (DJ) の小林克也が、講師役で出演。純和風家屋の「小林家」の主（小林克也）と娘（板倉香）が日本国外から来国した人の日本語学習の支援を行う形式。番組の進行は、主に英語で行われていた。
後続番組は清ルミの講師役による『NHK日本語講座 新にほんごでくらそう』。日本的な茶の間のセットから高校講座のようなシンプルなセットに一新し、日本語による講義形式となっている。
講師の清ルミは常葉学園大学 外国語学部 英米語学科の教授である。
2006年まで放送されていたこの番組の出演者は、以下の通りである。
清ルミ、Renato Brandao、Lawrence Lein、金美廷（キム・ミジョン）
なお、スキットやキーフレーズなどの紹介は日本語のあとで英語、韓国語、中国語、ポルトガル語で説明されている。
スキットには、下村レイシェル（小野アンナ役）、米村仁志（夫役）、藤あゆみ（姑役）、サラ・グレートハウス（娘役）らが登場する。

## 放送時間
- 1999年4月 - 2000年3月 月曜日15:00-15:30
- 2000年4月 - 2002年3月 月曜日15:00-15:25／土曜日24:15-24:40
- 2002年4月 - 2003年3月 月曜日15:00-15:25／土曜日24:00-24:25
- 2003年4月 - 2004年3月 金曜日24:30-24:55

## ナビゲーター
- 小林克也
- 板倉香

## 放送リスト
1. 1999年4月05日 かいもの
2. 1999年4月12日 ゆうびんきょく
3. 1999年4月19日 道をきく
4. 1999年4月26日 でんしゃとバスにのる
5. 1999年5月03日 ゴミをだす
6. 1999年5月10日 きんじょのひととはなす
7. 1999年5月17日 おみせにいく
8. 1999年5月24日 レストランで
9. 1999年5月31日 図書館で
10. 1999年6月07日 出前
11. 1999年6月14日 買いたいものを探す
12. 1999年6月21日 交番で
13. 1999年6月28日 故障
14. 1999年7月05日 誘われる
15. 1999年7月12日 訪問する
16. 1999年7月19日 かぜ
17. 1999年7月26日 健康保険
18. 1999年8月02日 電話で伝言
19. 1999年8月09日 いっしょに料理をつくる
20. 1999年8月16日 家を借りる
21. 1999年8月28日 防災訓練
22. 1999年8月30日 友だちに相談する
23. 1999年9月06日 子供を学校に入れる
24. 1999年9月18日 税金
25. 1999年9月20日 誤解を解く
26. 1999年9月27日 結婚式